# Варкава
Ва́ркава (латыш. Vārkava) — населённый пункт в Прейльском крае Латвии. Административный центр Варкавской волости. Расстояние до города Прейли составляет около 13 км.
По данным на 2018 год, в населённом пункте проживало 177 человек. Есть волостная администрация, начальная школа, народный дом, библиотека, почтовое отделение, краеведческий музей.

## История
В советское время населённый пункт носил название Варкава I и был центром Варкавского сельсовета Прейльского района. В селе располагалась центральная усадьба колхоза «Варкава».